# Mekoryuk
Mekoryuk Mikuryarmiut en Nunivak Cup'ig (Subdivision de la langue Yupik)  est une census-designated place d'Alaska aux États-Unis dans la Région de recensement de Bethel, sur l'Île Nunivak dont la population était de 206 habitants en 2020.

## Situation - climat
Elle est située sur la rive nord de l'île Nunivak qui se trouve à 48 kilomètres (30 mi) de la côte de l'Alaska dans la mer de Béring à 149 milles (240 km) de Bethel et à 553 milles (890 km) à l'ouest d'Anchorage. Elle fait partie du Refuge faunique national du delta du Yukon.
Les températures extrêmes relevées sont de 76 degrés Fahrenheit (24 °C) en été et de −48 degrés Fahrenheit (−44 °C) en hiver.

## Histoire
Le premier contact avec la population de l'île a eu lieu en 1821 par l'intermédiaire des employés de la Compagnie russe d'Amérique.
C'est en 1930 qu'a été construite l'église évangélique de Mekoryuk, et l'école a suivi en 1939, ce qui a entraîné une migration des populations des autres villages de l'île qui se sont rapprochées de l'école.
Le renne y a été introduit dès 1920 par les trappeurs. Cette implantation a été poursuivie par le gouvernement américain dans les années 1940 et un abattoir a été construit en 1945.
Dès le milieu du XXe siècle, Mekoryuk est devenu le lieu de sédentarisation des populations de l'île, qui a conservé son mode de vie et ses coutumes jusqu'en 1940. Toutefois, dès les années 1950, la vie locale a évolué, avec la construction d'une piste d'aérodrome en 1957. Les habitants partaient à Bethel l'hiver pour les études de leurs enfants, revenant à Mekoryuk dès le printemps pour leurs activités de chasse et de pêche. Un lycée a ouvert en 1978.

## Économie
Les habitants travaillent à l'école et dans les instances administratives, ainsi que dans la pêche commerciale. La Bering Sea Reindeer Products Company est le principal employeur. Ils pratiquent aussi le commerce de la fourrure, et l'artisanat traditionnel comme le tricot et le tissage. La plupart des résidents possèdent des camps de pêche l'été.

## Démographie
| 1950 | 1960 | 1970 | 1980 | 1990 | 2000 |
| ---- | ---- | ---- | ---- | ---- | ---- |
| 156  | 242  | 249  | 160  | 177  | 210  |

| 2010 | 2020 | - | - | - | - |
| ---- | ---- | - | - | - | - |
| 191  | 206  | - | - | - | - |

## Sources
- (en) Cet article est partiellement ou en totalité issu de l’article de Wikipédia en anglais intitulé « Mekoryuk, Alaska » (voir la liste des auteurs).